# Porgy i Bess
Porgy i Bess (ang. Porgy and Bess) – amerykański film z 1959 roku w reżyserii Ottona Premingera oraz Roubena Mamouliana.

## Nagrody i nominacje
| Nazwa nagrody | Wygrane                                                      | Nominacje |
| ------------- | ------------------------------------------------------------ | --- |
| Oscar         | 1960 Najlepsza muzyka w musicalu André Previn oraz Ken Darby | 1960 Najlepsze kostiumy - filmy kolorowe Irene Sharaff Najlepsze zdjęcia - filmy kolorowe Leon Shamroy Najlepszy dźwięk Fred Hynes, Gordon Sawyer Samuel Goldwyn SSD i Todd-AO SSD |
| Złoty Glob    | 1960 Najlepszy musical                                       | 1960 Najlepszy aktor w komedii lub musicalu Sidney Poitier Najlepsza aktorka w komedii lub musicalu Dorothy Dandridge                                                              |

## Wyróżnienia
| Rok wyróżnienia | Amerykański Instytut Filmowy                                   | Miejsce                                        |
| --------------- | -------------------------------------------------------------- | ---------------------------------------------- |
| 2002            | Lista 100 najlepszych amerykańskich melodramatów wszech czasów | 92. miejsce                                    |
| 2004            | Lista 100 najlepszych piosenek wszech czasów                   | 52. miejsce „Summertime”, wyk. Diahann Carroll |